# Vjekoslav Homotarić
Vjekoslav Homotarić, hrvatski pravaški političar i saborski zastupnik.
Završio je Klasičnu gimnaziju u Zagrebu 1876. godine.
Na izborima za Hrvatsko-slavonsko-dalmatinski sabor 1911. kao kandidat Čiste stranke prava ušao je u Hrvatski državni sabor kao pobjednik u izbornom kotaru Klanjcu.